# 地球へのバラード
「地球へのバラード」（ちきゅうへのバラード）は、日本の作曲家・三善晃の無伴奏混声合唱組曲。作詩は谷川俊太郎。

## 概説
1983年（昭和58年）に東京大学柏葉会合唱団の委嘱により作曲され、同年12月17日の第30回定期演奏会（昭和女子大学人見記念講堂）にて、当時の学生指揮者の指揮によって初演された。柏葉会の学生からの「人間をふくむ生命の星としての地球への愛を歌いたい」という希望に応じ、谷川俊太郎による詩が5編選ばれた。
初演後も多くの合唱団に取り上げられ、今なお国内作品の混声合唱組曲としては、売上の上位に位置している。

## 曲目
全5曲からなる。
1. 私が歌う理由（わけ）
2. 沈黙の名
3. 鳥
曲の中間部で、バスによる語りのソロが入る。
4. 夕暮
5. 地球へのピクニック

## 楽譜
- 混声合唱のための「地球へのバラード」（カワイ出版、1984年）ISBN 978-4-7609-1080-9

## CD
以下には、カワイ出版による楽譜に掲載されているものを列挙する。
- 『交聲詩「海」～三善晃合唱の世界』（カメラータ・トウキョウ、25CM-28）
演奏：合唱団OMP、指揮：栗山文昭。3曲目「鳥」の語りソロは、三善晃本人が行っている。
- 『地球へのバラード―美しい日本の合唱曲 東京混声合唱団』（フォンテック、FOCD9619）
演奏：東京混声合唱団、指揮：大谷研二